# العارضة (السياني)

تعديل مصدري - تعديل

العارضة محلة تابعة لقرية الخرابة، التابعة لعزلة المجزع بمديرية السياني إحدى مديريات محافظة إب في الجمهورية اليمنية.، بلغ تعداد سكانها 30 حسب تعداد اليمن لعام 2004.